# Kirinia epimenides
Kirinia epimenides is een vlinder uit de familie van de Nymphalidae, uit de onderfamilie van de Satyrinae. De soort is voor het eerst wetenschappelijk beschreven door Édouard Ménétries in een publicatie uit 1859.
De soort komt voor in het Oost-Siberië, Oost-China, Korea en Japan.